# Kinta, Oklahoma
Kinta är en kommun (town) i Haskell County i Oklahoma. Vid 2020 års folkräkning hade Kinta 285 invånare.